# Jan van Straelen
Joannes Aloysius (Jan) van Straelen (Bussum, 26 augustus 1915 - Leusderheide bij Amersfoort, 29 juli 1943) was een Nederlands verzetsstrijder tijdens de Tweede Wereldoorlog.

## Verzet
Van Straelen behoorde tot de Groep-Dobbe en deed onder leiding van Gerard Reeskamp en Theo Dobbe die in 1940 samenwerkten in de actiegroep Reeskamp, mee aan de wapenoverval op de vesting Naarden in 1940. En de aanslag aan de Bernard Zweerskade te Amsterdam 1941
Hij werkte onder meer samen met zijn broer Ton en zijn zus Ans, die enige maanden gearresteerd is geweest om de schuilplaats van haar broer Jan prijs te geven, wat zij niet heeft gedaan.
Hij stal koffers van hoge Duitse officieren die vervolgens naar Engeland werden gesmokkeld. Een opmerkelijk wapenfeit is dat hij in een Duits marineuniform het hoofdkwartier van de Duitse Marine in Amsterdam binnenging en vervolgens weer naar buiten kwam met de blauwdrukken van een nieuwe U-boot. Van Straelen hield zich voornamelijk bezig met spionage.
Hij was een van de leidende figuren binnen de Ordedienst. De top van de OD kwam regelmatig bijeen in café Rademaker in Hilversum (ook groep-Rademaker genoemd) met als voorman Willem Rademaker. Tot voor kort was hier weinig over bekend, tot er recentelijk geheime briefjes tevoorschijn kwamen, die in 1943 uit de gevangenis in Utrecht waren gesmokkeld. Aldaar gaf de inmiddels gevangengezette Van Straelen opdracht tot het liquideren van provocateur J. de Droog.
Vanuit Utrecht werd hij vervolgens naar Kamp Amersfoort gestuurd. Daar werd hij met twintig andere verzetsstrijders tijdens het Tweede Ordedienstproces ter dood veroordeeld wegens 'Feindbegünstigung' en op de Leusderheide bij Amersfoort gefusilleerd.
Deze groep bestond behalve Van Straelen uit de volgende verzetsstrijders:
Anton Abbenbroek, Lex Althoff, Christiaan Frederik van den Berg, Pim van Doorn, Fritjof Dudok van Heel, R. Hartogs, W. H. Hertly, Johan de Jonge Melly, E.A. Latuperisa, Adrien 'Broer' Moonen, W. Mulder, A.C.Th. van Rijn, Johan Schimmelpenninck, Sieg Vaz Dias, Gerard Vinkesteijn en Bob Wijnberg.
Van Straelen is in Amersfoort herbegraven met militaire eer, wat opmerkelijk is voor een burger. Postuum is hem het Verzetsherdenkingskruis toegekend.